# Atomaria nigripennis
Atomaria nigripennis is een keversoort uit de familie harige schimmelkevers (Cryptophagidae). De wetenschappelijke naam van de soort werd in 1794 gepubliceerd door Johann Gottlieb Kugelann.